# La Forteresse (film, 2008)
Pour les articles homonymes, voir La Forteresse.
Pour plus de détails, voir Fiche technique et Distribution.
La forteresse est un film documentaire suisse réalisé par Fernand Melgar, sorti en 2008.
Le film traite du sujet des requérants d'asile en Suisse et des conditions dans lesquelles ceux-ci vivent en attendant l'acceptation de leur statut de réfugié ou leur renvoi. Le réalisateur nous plonge avec émotion dans le centre d'enregistrement et de procédure (CEP)dans la petite ville vaudoise de Vallorbe. Entre doute et espoir, les requérants sont ballotés en attendant que la Confédération décide de leur sort.
Le film est présenté en première mondiale le 9 août 2008 au 61e Festival du film de Locarno en présence de la conseillère fédérale Eveline Widmer-Schlumpf, ministre chargée du Département de justice et police. À la sortie du film, elle déclare : «J’ai été très impressionnée par ce film. Il montre la réalité telle qu’elle est, avec ses drames qui touchent tant d’innocents dans le monde actuel [...] Je crois qu’il faut le montrer à la jeunesse, et qu’une discussion constructive peut s’établir à partir de ce qu’il montre» Le jury du Festival de Locarno  lui décerne le Léopard d'Or. Selon le Tages Anzeiger, La forteresse fait partie des 100 meilleurs films suisses.
Accueilli favorablement par le public et la presse mais décrié par certains activistes pro-asile, le film remet au cœur des débats la question de l'asile en Suisse lourdement sanctionné à partir de 2005 par les «Lex Blocher»,,. 
Le film est disponible gratuitement en VOD.  

## Synopsis

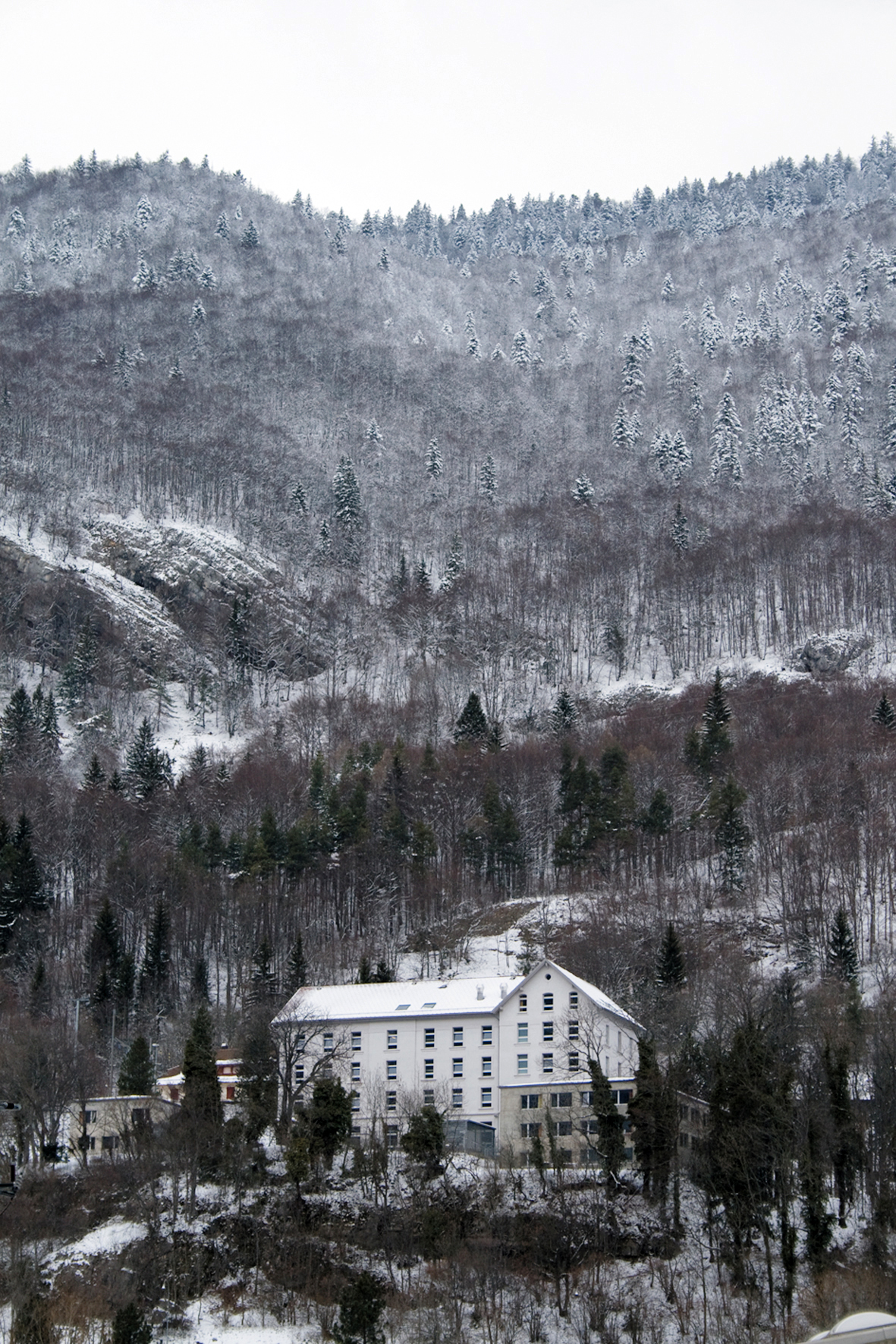
Le centre d'enregistrement et de procédure de Vallorbe.

Pour la première fois, l’Office fédéral des migrations ouvre les portes de l’un de ses CEP, sans aucune restriction ni censure,. La forteresse est un documentaire tourné en cinéma direct qui observe à hauteur d’homme le fonctionnement du Centre de Vallorbe pendant 60 jours, durée qui correspond au temps de résidence maximal pour un requérant d'asile. Dans ce lieu de transit austère, soumis à un régime de semi-détention et à une oisiveté forcée, deux cent cinquante hommes, femmes et enfants de toute origine attendent, entre un passé douloureux et un avenir incertain, que la Confédération décide de leur sort,.
Plongé au cœur de ce tri quotidien d’êtres humains, le film brosse le portrait de cette institution fédérale du point de vue des requérants, mais aussi de celui du personnel chargé de la faire fonctionner. Diriger les auditions, assurer la sécurité, nettoyer les chambres, nourrir les gens... Près de 90 personnes se partagent les tâches nécessaires à faire marcher cette machine complexe. Suisses, Étrangers, frontaliers ou parfois même d’anciens requérants, tous ces employés vivent une relation particulière avec leur travail. Confrontés jour après jour face à ce flux continu d’humanité à la dérive, leur tâche aussi délicate que compliquée consiste à choisir entre qui doit partir et qui peut rester.
Le film s’attache à suivre une dizaine d’« acteurs », employés comme requérants, et rencontre des situations très diverses, souvent difficiles, quelquefois drôles ou pathétiques, dans un quotidien aussi chaotique que strictement réglementé. Entre ces «personnages», les regards – forcément différents – s’échangent, tantôt bienveillants, tantôt méfiants, souvent interrogateurs et parfois fuyants. Ensemble, ils offrent un éclairage pertinent sur une réalité où les clivages culturels et les différences de statut – décideurs d’une part, solliciteurs de l’autre – sont le lot quotidien. Au fil des différents parcours, le film raconte ainsi, avec une densité narrative presque fictionnelle, l’ambivalence des liens que la Suisse entretient avec ses demandeurs d’asile.

## Fiche technique
- Titre original : La forteresse
- Titre anglais : The fortress
- Réalisation : Fernand Melgar
- Image : Camille Cottagnoud
- Prise de son : Marc von Stürler
- Montage : Karine Sudan
- Production : Fernand Melgar
- En coproduction avec : RTS - Unité Documentaire, SSR SRG, RTBF, RSI, ARTE
- Avec le soutien de : Office fédéral de la culture, Regio, Fondation Vaudoise pour le Cinéma
- ISAN : 0000-0001-E6F9-0000-2
- Suisa : 1007.138
- Distribution suisse : Fernand Melgar
- Distribution internationale : Catndocs.com
- Pays d'origine :  Suisse
- Langue originale : français
- Format : 35mm, 1:1.66, couleur, Dolby 5.1
- Genre : documentaire
- Durée : 104 minutes
- Sortie au cinéma :
  -  Suisse : 11 septembre 2008
  -  France : 28 mars 2012

## Production

### Genèse

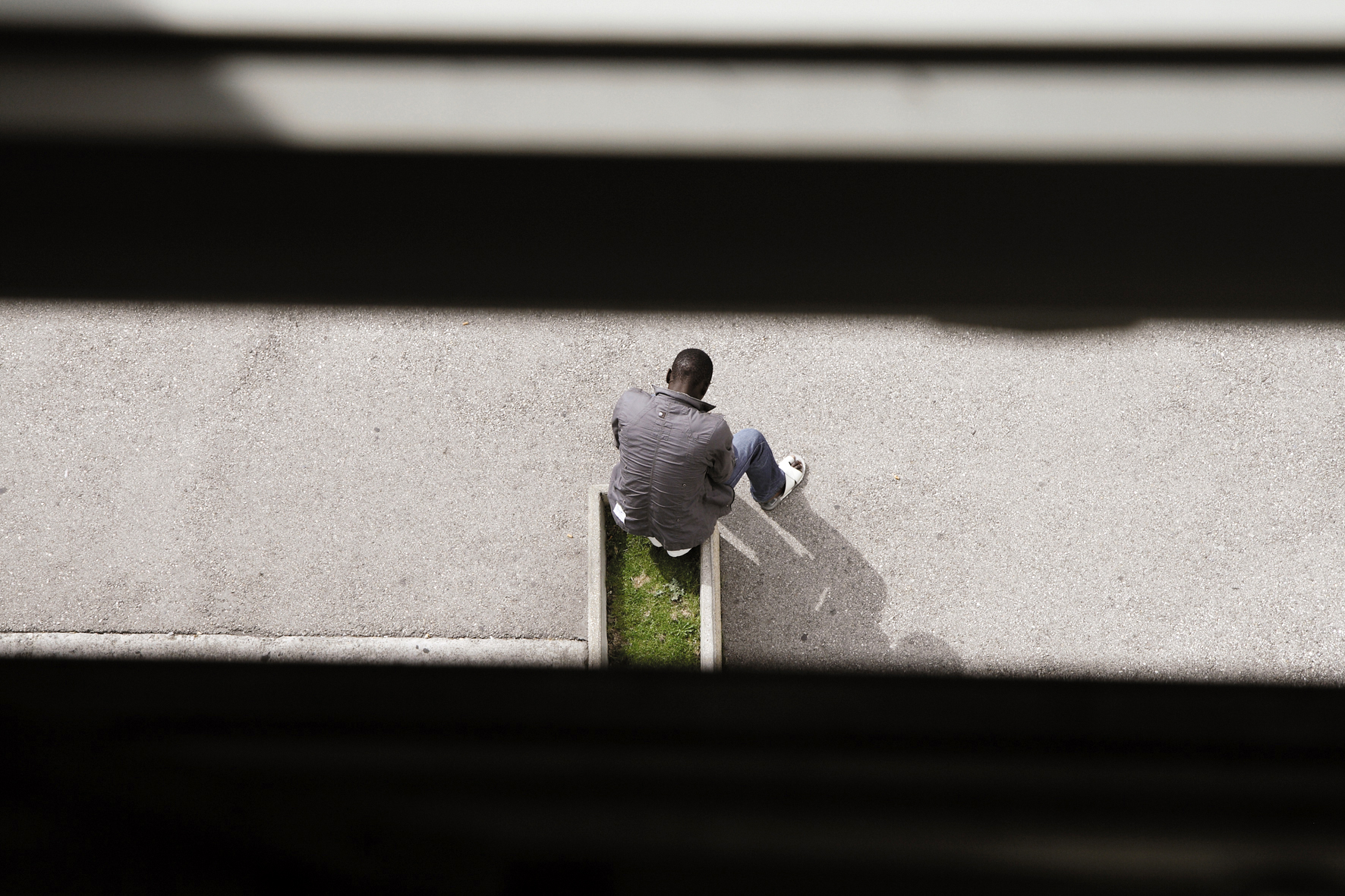
Un requérant d'asile attend la décision de l'Office des migrations.

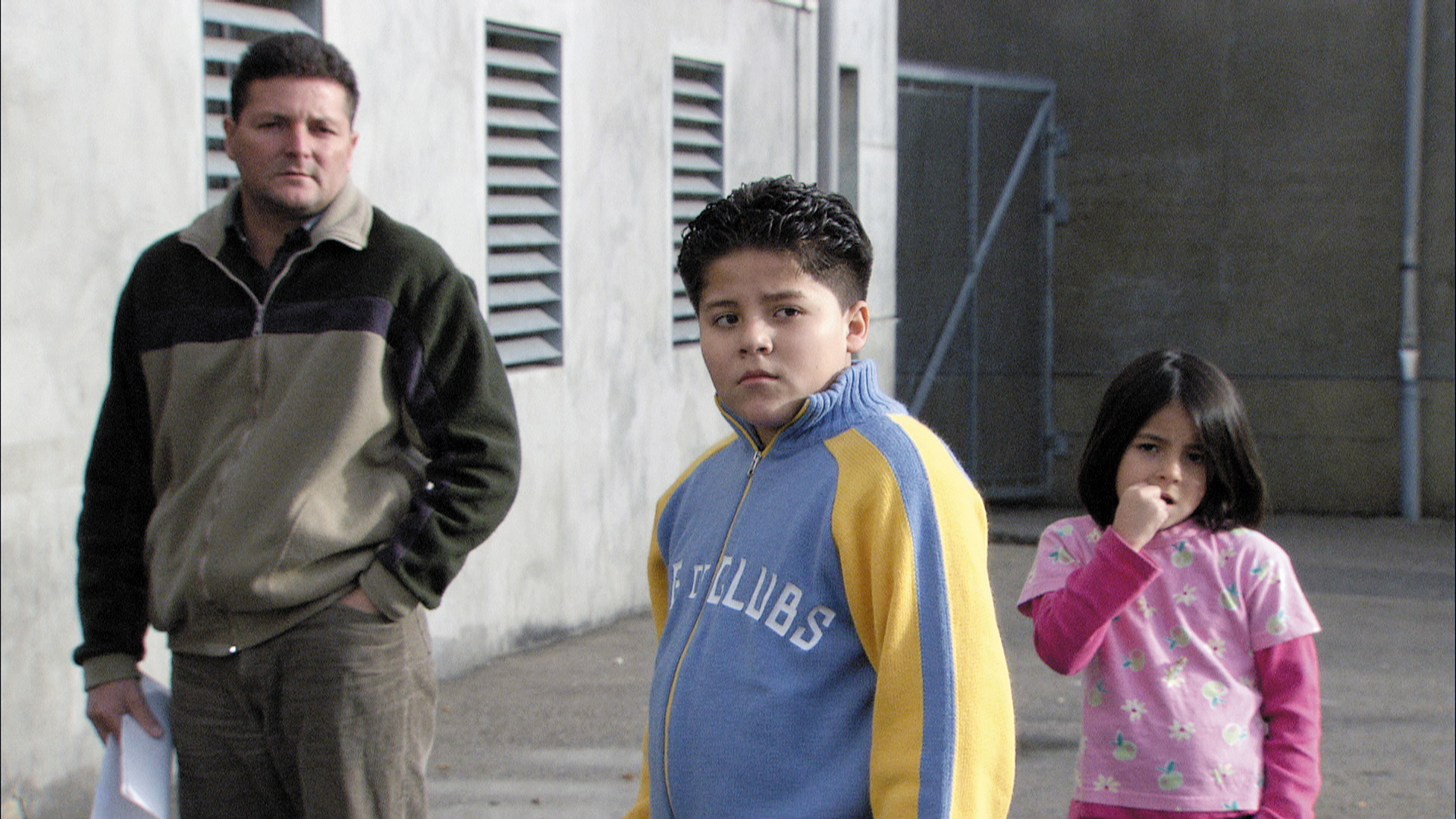
Famille colombienne avant leur audition fédérale.

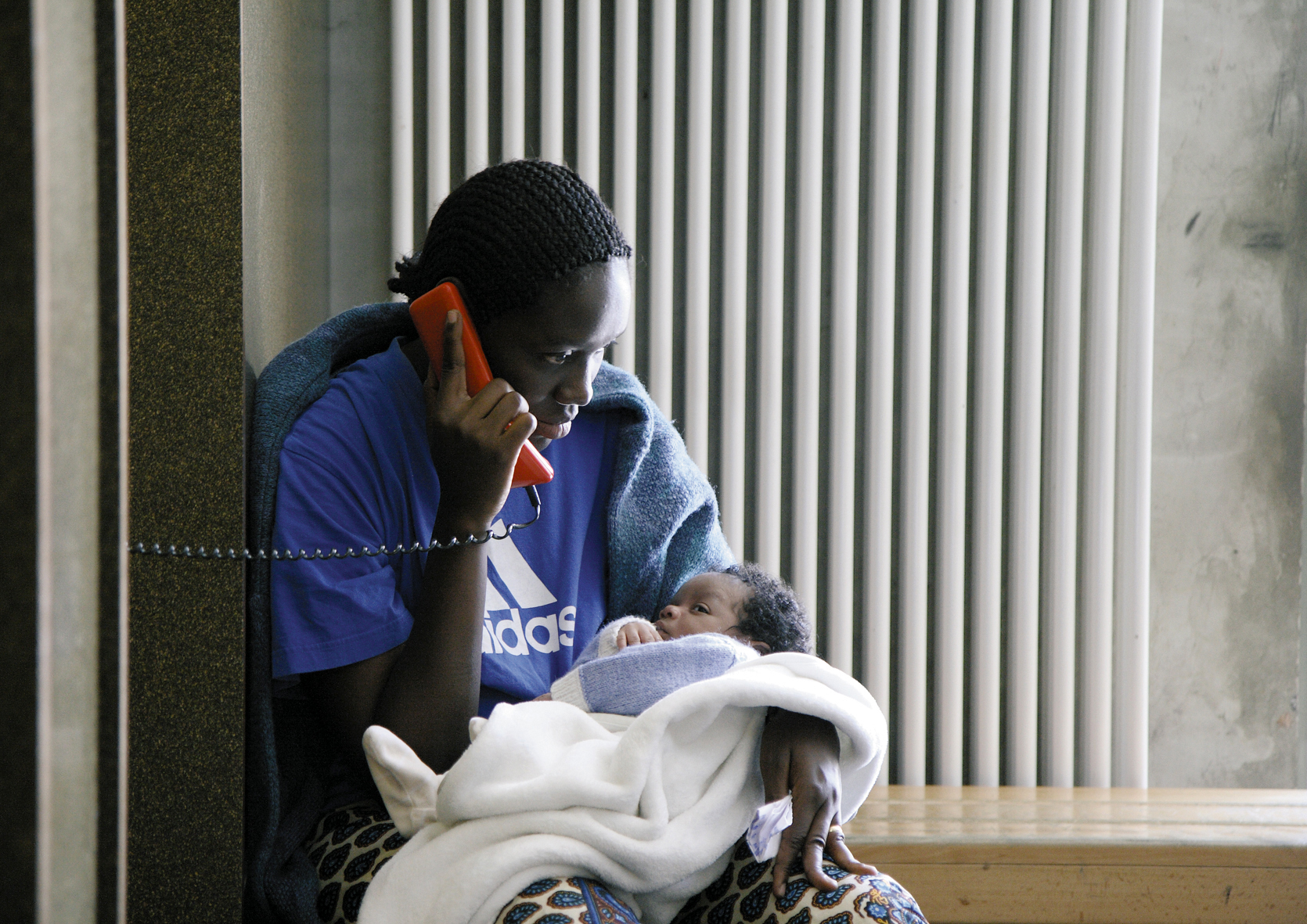
Une requérante prend des nouvelles du pays.

Fernand Melgar a décidé de se lancer dans la réalisation de La Forteresse à la suite d'une nouvelle révision de la loi sur l'asile qui, selon Amnesty International, «ne respectent tout simplement pas les droits humains fondamentaux».  À ce sujet, il déclare: « Le 24 septembre 2006, les résultats étaient sans appel : une large majorité de la population suisse avait dit oui aux « lex blocher » et voté pour un durcissement des lois sur l’asile et les étrangers. Le présentateur du téléjournal résumait les principaux changements : les déboutés de l’asile seront privés d'aide sociale, ceux qui voudraient rester risqueront deux ans de prison dès l’âge de 15 ans. Ou encore : toute personne demandant l’asile sans papiers d'identité sera refoulée dans les 48 heures ; [...] restrictions sur le regroupement familial [...] et sur le mariage entre Suisse et étranger». Face à ce vote plébiscité par les Suisses (68 % de vote favorable), il s'est tourné vers  «un lieu hautement stratégique», un centre d’enregistrement et de procédure accueillant les demandeurs d'asile en Suisse,. Six mois de démarches sont nécessaires pour obtenir de l'Office fédéral des migrations l'autorisation exceptionnelle pour pouvoir filmer en totale liberté à l'intérieur du centre et ne masquer aucun visage. «Ce documentaire permettra de démystifier le site dans la population, car beaucoup d’inexactitudes, pour ne pas dire autre chose, circulent à son sujet. De plus, ce qui se vit ici peut également se rapporter aux autres centres de Suisse», commente Philippe Hengy, directeur du CEP. Le pasteur Pierre-Olivier Heller se réjouit : «Filmer le quotidien du centre avec ses ombres et ses lumières est une bonne initiative. Je suis heureux de partager le local de l’aumônerie avec l’équipe de tournage»,.

### Tournage

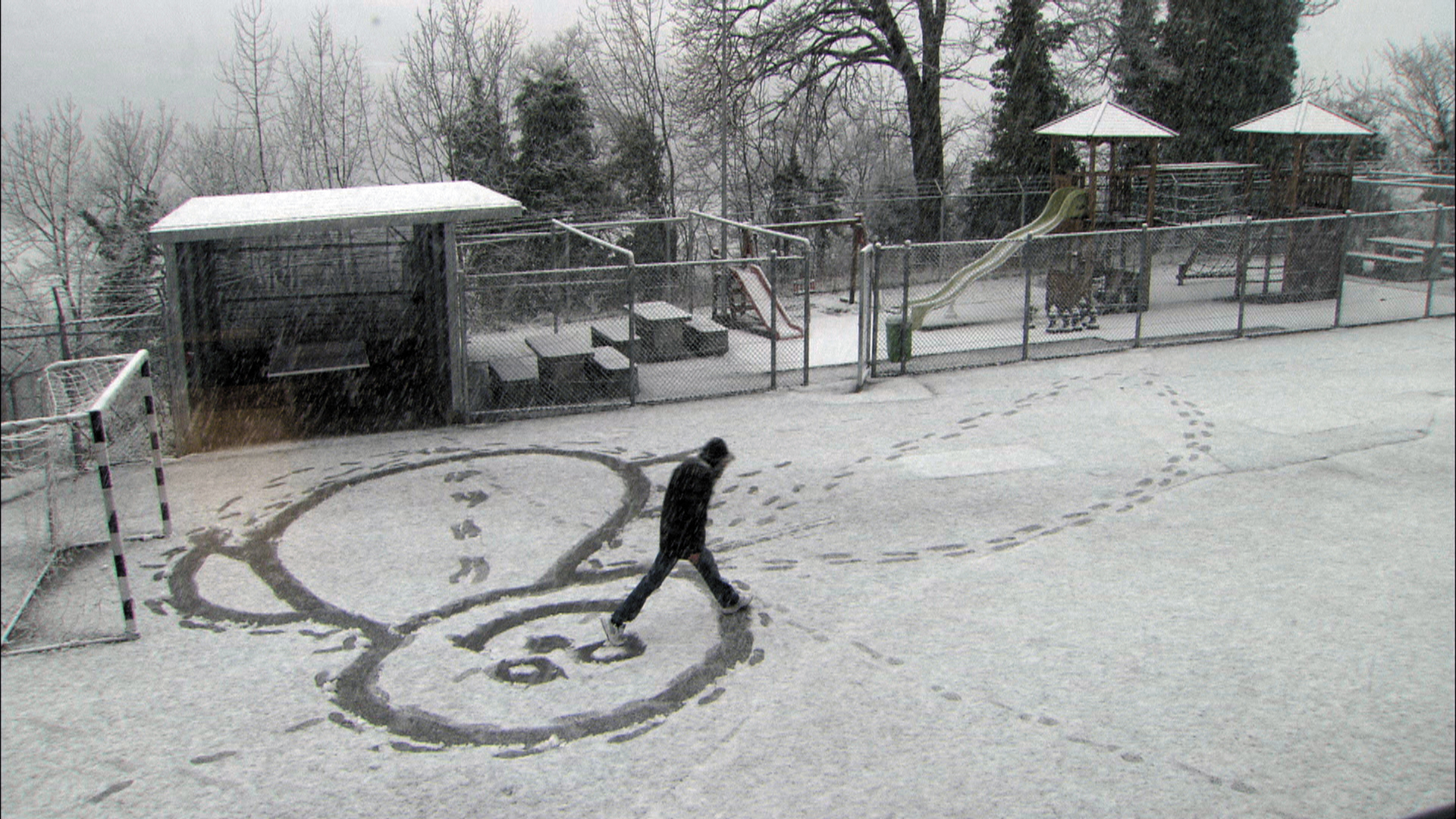
Dans la cour du centre au début de l'hiver.

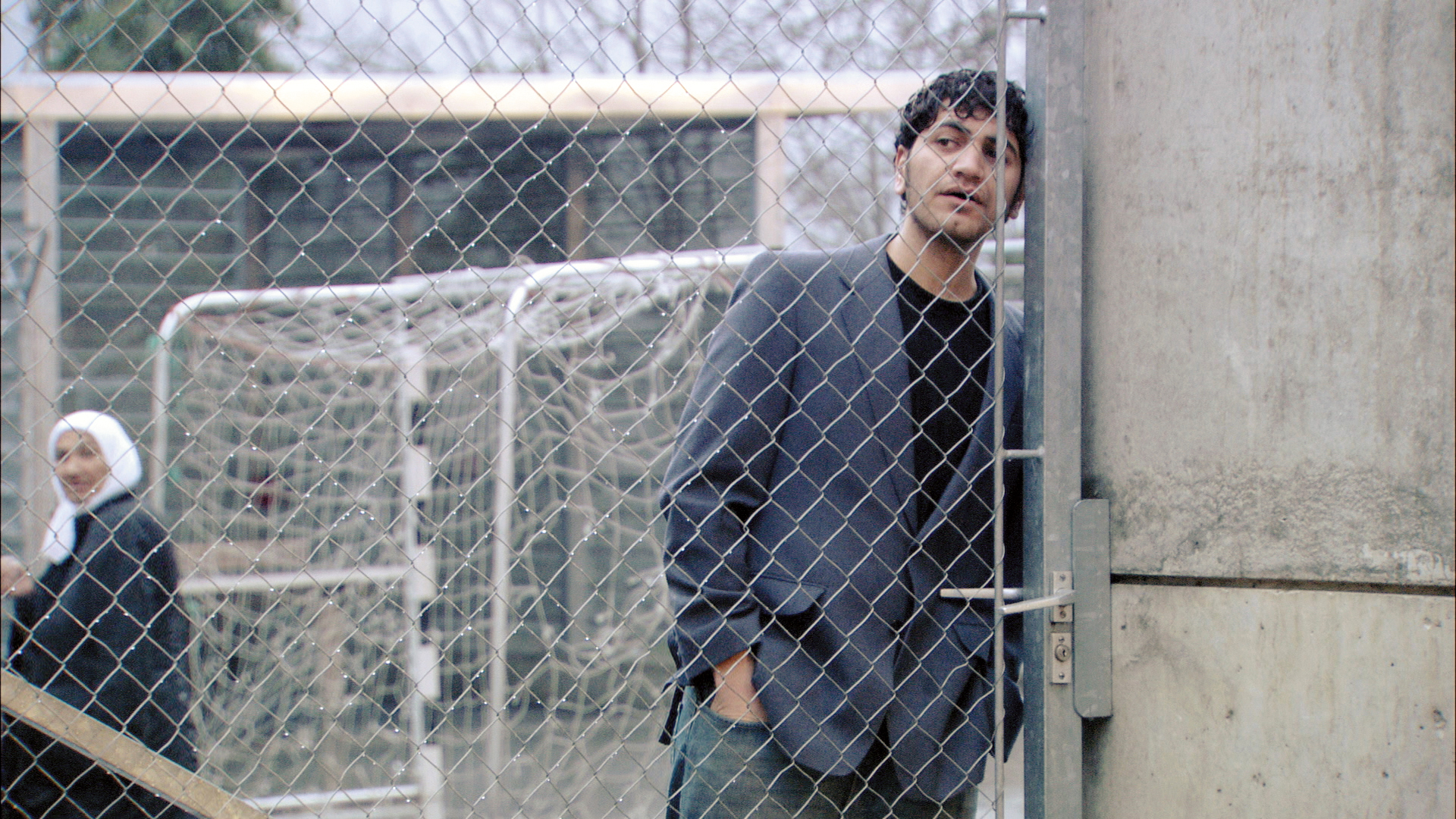
Fahad regarde ses amis irakiens partir.

Le tournage de La Forteresse se déroule de décembre 2007 à février 2008 dans le CEP de Vallorbe. Cette bâtisse austère adossée au Mont d'Or, au bout de la petite ville de Vallorbe, est un des cinq CEP suisses. Dans cet ancien hôtel construit au XIXe et utilisé comme caserne au XXe, s'entassent 247 requérants d'asile. Soit 192 hommes et 55 femmes venus d'une quarantaine de pays et «dessinant une carte des misères du monde». Le tournage est rendu compliqué par le fait qu'un requérant d'asile est par définition une personne persécutée dans son pays et craint que son image soit publiquement diffusée. Le cinéaste doit négocier chaque témoignage, s'engager par écrit à ne pas diffuser le film dans les pays d'origine et risquer à tout moment une rétractation. «Nous ne sommes pas venus ici en voyeurs, nous allons saisir la réalité telle qu’elle se présente, sans commentaires, sans interview, ni musique. Pendant 60 jours, durée moyenne actuelle d’un séjour au CEP pour un demandeur d’asile, nous allons capter des moments de vie avec le consentement des personnes concernées. [...] Derrière chaque trajectoire de demandeur d’asile se cache une tragédie humaine, les «tricheurs» sont une petite minorité », commente Fernand Melgar. «On est ici à la fois hors de la réalité et ancré dans le réel. Toute cette humanité à la dérive qui vient s'échouer là. Il y a des histoires qui t'arrachent le cœur. Tu pleures juste en les écoutant» . 108 requérants acceptent d'être filmés et la moitié du personnel du CEP,. 

## Accueil

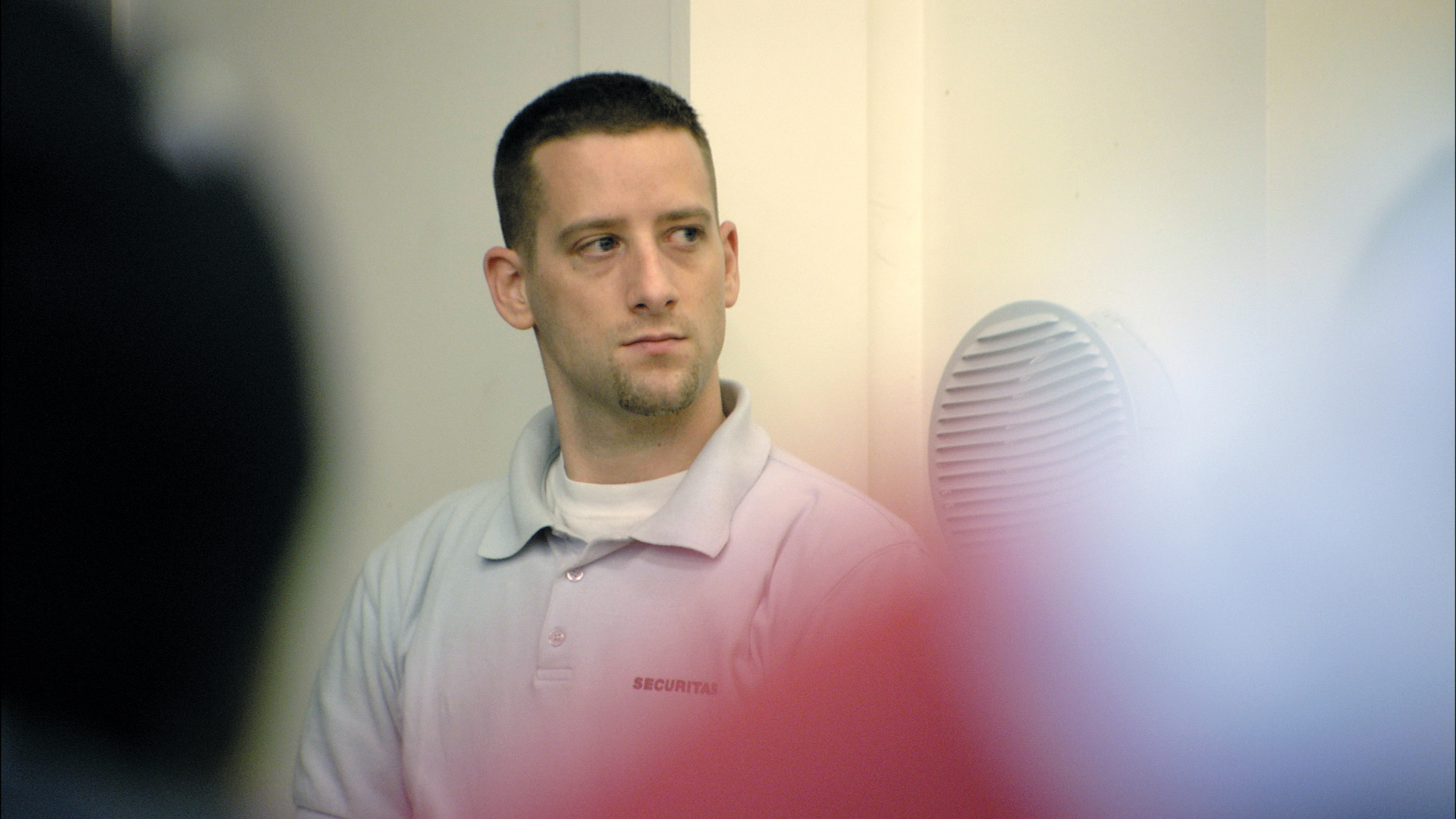
Un Securitas surveille les requérants dans le réfectoire.

Le film sort en salles en Suisse le 11 septembre 2008. Accueilli favorablement par le public et la presse mais décrié par certains activistes pro-asile, il se classe à la 6e place au box office des films suisses et premier dans la catégorie documentaire.

### Critique positive
Le film est dans l'ensemble bien accueilli par le public et la presse. Thierry Meyer, rédacteur en chef du 24 Heures, écrit suite Léopard d'Or obtenu au Festival de Locarno que «La forteresse est un film indispensable. Malgré la gravité de son propos, le film est d’une justesse jubilatoire, preuve éclatante que l’engagement n’exclut pas la lucidité, et qu’il peut s’affranchir du dogmatisme. C’est du reste ce qu’il y a de plus fort: le réalisateur ne nous dit pas ce qu’il faut penser, il nous donne à réfléchir». Le critique de cinéma Antoine Duplan de L'Hebdo écrit que «La forteresse n’est pas juste un document poignant : c’est une véritable œuvre d’art. L’humanité du propos s’accompagne d’une très grande qualité de l’image. Rien n’est plus sinistre que le centre de Vallorbe, pourtant la caméra réussit à saisir les lumières les plus ténues, à exprimer les vibrations de l’acier et du béton. Film bouleversant, La forteresse a la noblesse de montrer l’humanité des fonctionnaires et des requérants».  Pascal Gavillet de La Tribune de Genève estime que c'est «Une œuvre forte et incroyable. [...] Séquences déchirantes de vérité, drames humains qui se nouent sans se dénouer sous nos yeux, moments uniques où la caméra semble se faire oublier: il y a quelque chose de Depardon dans le cinéma de Fernand Melgar. Sauf qu’il pousse la réflexion plus loin, qu’il donne à voir sans juger, avec une objectivité que l’enchaînement de ses plans ne vient jamais infléchir. [...] Fernand Melgar se révèle tout bonnement l’un des meilleurs documentaristes helvètes actuels».

### Critiques négatives

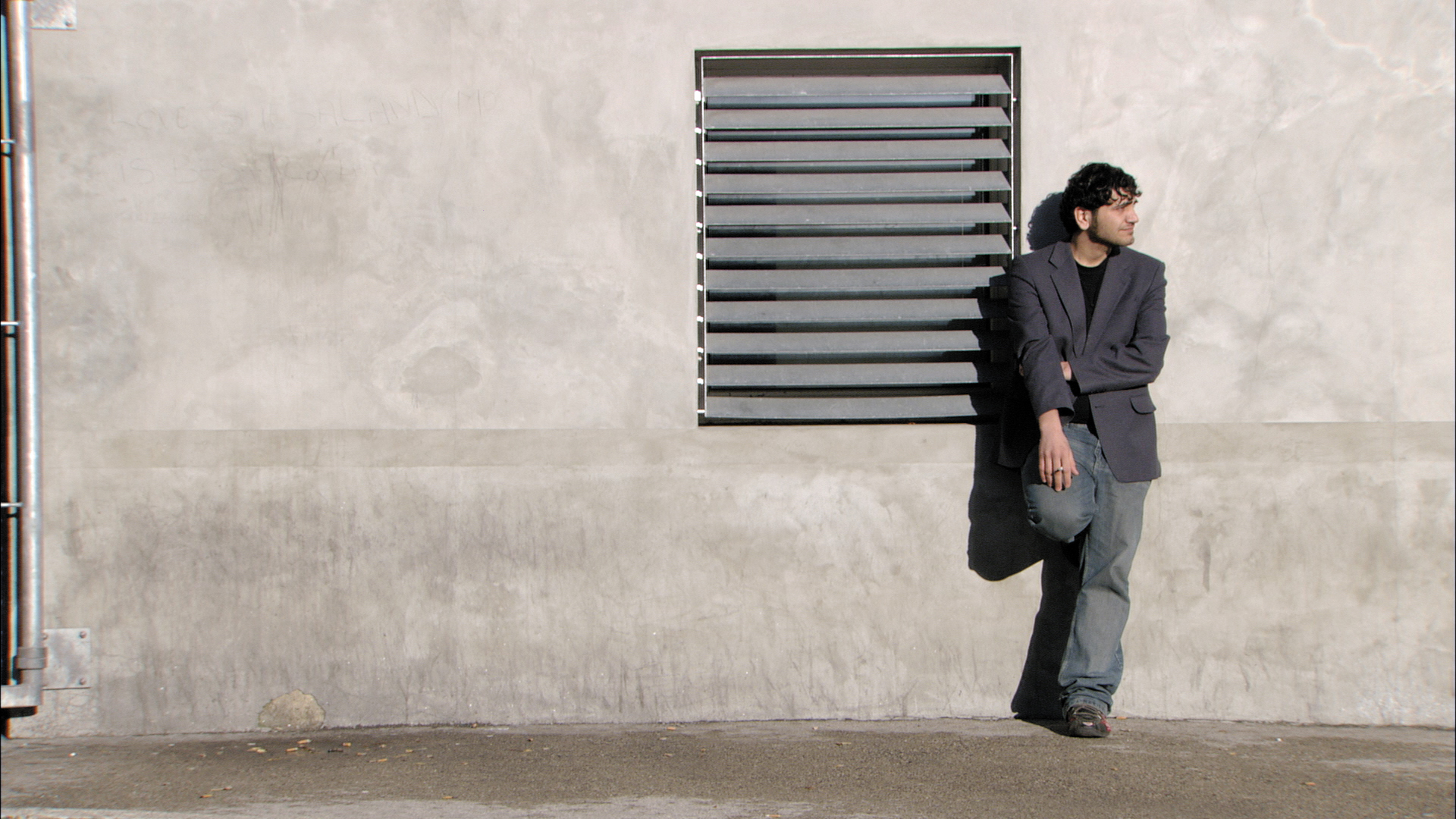
Le traducteur irakien Fahad dans la cour du centre.

Des voix s'élèvent dans les rangs de l'extrême gauche et des milieux pro-asile pour dénoncer un film complaisant avec le pouvoir. Alain Simon, militant à l'association "Droit de rester pour tou-te-s", écrit dans le Courrier des lecteurs, 24 Heures que « La forteresse peut être considéré comme un chef-d’œuvre du compromis helvétique sur un sujet très polémique. Cette position renforce l’opinion majoritaire qui a voté pour l’adoption des nouvelles lois, il y a bientôt deux ans. On peut se demander si c’est une bonne chose puisque ces textes ont été sévèrement condamnés dernièrement par le Comité pour l’élimination de la discrimination raciale (ONU) ; il est tout de même difficile de dire qu’une telle organisation développe des positions extrémistes… »,. Marthe Porret dans la revue Décadrages commente que « La forteresse n’est pas dénué de facilités ni d’appels du pied en direction du spectateur – qui y trouve son lot d’émotions divertissantes – (le « gag » du spray désodorisant, de la botte en caoutchouc ou encore du fauteuil roulant par exemple). [...] Mais plus grave peut-être, ce même spectateur sort du film la conscience tranquille : les fonctionnaires de l’OFM font leur travail avec humanité, face à des réfugiés qui peuvent être touchants. Or la situation a changé depuis. La loi sur l’asile s’est en effet durcie depuis janvier 2008. Le film, bon enfant, ne reflète donc malheureusement plus forcément la réalité de notre politique d’asile ».

## Analyse
Une analyse détaillée de La forteresse par Séverine Graff, de la section d'histoire et esthétique du cinéma à l'Université de Lausanne, est parue en 2009 dans la revue Décadrages aux Publications universitaires romandes .

## Distinctions
- 2008 : Léopard d'or, section Cinéastes du Présent au 61e Festival international du film de Locarno.
- 2008 : Grand prix au Festival du documentaire Cinema Vérité, Téhéran[30].
- 2008 : Prix du public au Festivale Dei Popoli, Florence[31].
- 2008 : Mention spéciale Premio Ente dello Spettacolo au Festivale Dei Popoli, Florence[31].
- 2008 : Grand prix aux Rencontres Internationales du Documentaire de Montreal[32].
- 2008 : Mention du jury pour le montage aux Rencontres Internationales du Documentaire de Montreal[32].
- 2009 : Mention du jury, compétition Droits Humains au 11e Bafici, Buenos Aires[33].
- 2009 : Prix Lichtpunt (VRT) au Festival des Libertés, Bruxelles[34].
- 2009 : Prix Horizonte au Fünf Seen Filmfestival, Gilching[32].
- 2009 : Prix d’excellence Yamagata International Documentary Film Festival Japon[35].
- 2010 : Magnolia d'Argent, meilleur documentaire social au MIDA Shanghai Festival[36].